# 120 Nuits
Les 120 Nuits est le nom d'une boîte de nuit éphémère de Paris, située 8, boulevard de Strasbourg, qui a ouvert du 21 septembre 1983 à juin 1984, à raison de 3 soirs par semaine pendant 40 semaines, d'où son nom. Il s'agit également d'une référence aux Cent Vingt Journées de Sodome de Sade et au Montmartre interlope d'Apollinaire, le premier éditeur du divin marquis. C'est la seule discothèque grand public avec une programmation musicale délibérément punk qui ait existé à Paris.

## Histoire
Plusieurs concerts y ont été organisés, notamment ceux de Jah Wobble (ancien guitariste de Public Image Limited), Cabaret Voltaire, les Comateens, London Cowboys, Alan Vega (ex-chanteur de Suicide), TC Matic, Snakefinger (qui avait auparavant officié au sein des Residents), R. Stevie Moore, ou du groupe italien Litfiba. On y croisait fréquemment Alain Pacadis, Fifi Chachnil, Supernana (animatrice), Philippe Krootchey, Jacno (musicien), Theo Hakola ou encore Ricardo Mosner. L'une des scènes du film d'Éric Rohmer, Les Nuits de la pleine lune y a également été tournée.
Créées et dirigées par Arnaud-Louis Chevallier en collaboration avec la radio locale Cité 96 (anciennement radio Cité Future), les 120 Nuits proposaient chaque soir une performance, ou plusieurs séances de mini-concerts sélectionnées par Anne-Marie Moreno, directrice artistique pour les spectacles ou par Xavier Veilhan, directeur artistique pour les expositions. Dans ce cadre, les groupes Dennis' Twist, Betty'z Boob, Ricky Amigos, ou encore Baroque Bordello y ont joué. De même, Jérôme Mesnager ou le groupe graphique 10/10 y ont exposé leurs œuvres et Nina Childress (chanteuse de Lucrate Milk et artiste peintre) y a créé une œuvre graphique en direct. Le décor de la discothèque était, par ailleurs, entièrement renouvelé chaque semaine.
Dès son ouverture, la discothèque a connu un vif succès avec près de 500 clients en moyenne les soirs de la semaine et plus de 1500 clients chaque vendredi grâce à : 
- l'absence de sélection à l'entrée,
- une ouverture tôt dans la soirée (dès 21h30) qui permettait aux personnes qui travaillaient le lendemain de pouvoir passer aux 120 Nuits et de dormir malgré tout une nuit complète après;
- une politique tarifaire volontairement bon marché 25 francs (soit 4,27 euros) avant 23h avec une consommation et 40 francs sans consommation (soit 6,09 euros) après 23h[11] ;
- une programmation musicale délibérément rock, permettant d'attirer une clientèle issue des différentes discothèques du début des années 1980 qu'étaient notamment Le Gibus, Les Bains Douches (de la période Fabrice Coat et Jacques Renault) ou Le Rose Bonbon et qui fréquentait peu Le Palace qu'elle jugeait trop disco et funky.

Dans un contexte où la durée de vie des discothèques était de plus en plus courte et où le prix du foncier parisien subissait une hausse importante, le succès commercial et financier des 120 Nuits a permis de convaincre les propriétaires de salle en déclin et les organisateurs de soirée qu'il était possible de créer des discothèques éphémères sur la base d'une simple location ou d'un partage du chiffre d'affaires, ce qui a permis l'éclosion, à partir de 1984, de multiples « one-night clubs » (soirée ouverte un jour par semaine dans un endroit pouvant accueillir du public et doté d'une licence d'alcool et d'une tolérance d'ouverture la nuit), comme l'Excentric Ballroom au Whisky à Gogo, l'Asile à l'Observatoire puis au Rex Club puis au Palace, les Fantômes de l'Opéra ou la Sébale ou La Régence à l'Opéra-Night, ou les jeudis d'Albert au Royal Lieu.

### Le Globo
Après avoir marqué la scène punk, le lieu reprend ensuite son ancien nom, le Globo, et accueille, le vendredi soir, à partir de mars 1987, dès la fin du contrat d'exclusivité qu'avait Arnaud-Louis Chevallier avec la salle, le premier one-night club hip-hop de Paris avec les soirées « Chez Roger Boîte funk ». Ces soirées, qui ont lieu le vendredi, sont imaginées par Jean-François Bizot et Jacques Massadian qui ont préalablement repéré le DJ Dee Nasty. Ils installent dans ce lieu, d'où ont été retirés les décorations et l'équipement éclairage et audio des 120 Nuits, et qu'ils jugent "triste et sans âme, des montagnes de matériel de sonorisation".
Dès son ouverture, la soirée devient, autour de Dee Nasty en maitre du lieu, l'épicentre de la scène hip-hop française réunissant des graffeurs, rappeurs et danseurs français pour la plupart encore inconnus, mais aussi des concerts de références américaines comme le DJ Cash Money (en), Kool DJ Red Alert (en) ou les rappeurs Public Enemy. Le public atteint souvent plus de mille personnes, au-delà, bien souvent, du seuil administratif autorisé. La soirée ressemble aussi souvent à un défilé de mode, avec un mélange des genres allant des vêtements chinés aux créations de stylistes renommés. Dee Nasty, qui veut être augmenté, est renvoyé à l'été 1987, puis, remplacé sans succès, réembauché à la fin de la même année avec un salaire multiplié par six. Le lieu a maintenant une réputation internationale, et les stars américaines du rap s'y pressent. Mais la violence, au sein ou en dehors du Globo, est trop omniprésente, et vers la moitié de 1988, la soirée devenue mythique s'arrête,.
A la fin des années 1980, le Globo est racheté par une nouvelle équipe qui y organise le week-end des soirées bodegas, à l'image de ce qui se fait en Espagne ou dans le sud de la France.